# Fatmir Gjata
Fatmir Gjata (ur. 22 września 1922 w Korczy, zm. w listopadzie 1989) – albański pisarz i poeta.

## Życiorys
Syn działacza narodowego i nauczyciela Isufa Gjaty. W czasie II wojny światowej walczył w jednym z oddziałów Armii Narodowo-Wyzwoleńczej. Po zakończeniu wojny wyjechał do Moskwy, gdzie studiował w Instytucie Literackim imienia A.M. Gorkiego. Po ukończeniu studiów w 1951 powrócił do kraju. W 1970 objął stanowisko redaktora naczelnego miesięcznika literackiego Nendori (Listopad). Pisał powieści, opowiadania i nowele, a także utwory poetyckie o tematyce partyzanckiej. Kilka jego opowiadań i nowel doczekało się adaptacji filmowych. W 1982 wydał wspomnienia (Me një torbë me fishekë).
Imię Fatmira Gjaty nosi jedna z ulic w Tiranie (dzielnica Ura).

## Twórczość

### Poezja
- 1954: Kënga për partizanin Benko (Pieśń dla partyzanta Benko)
- 1975: Kënga e maliherit
- 2019: Me dheun tim i dashuruar... : poezi

### Powieści
- 1959: Këneta
- 1966: Armiqtë
- 1968: Brezat
- 1971: Përmbytja
- 1977: Fillim pranvere
- 1979: Këshilltarët

### Opowiadania
- 1945: Pika gjaku
- 1949: Gruri nuk u dogj
- 1951: Ujët fle, hasmi s'fle
- 1954: Këngët e maleve
- 1955: Tana
- 1959: Heronjt e Vigut
- 1960: Në pragun e jetës : tregime
- 1965: Zemër shqiptare
- 1973: Tregime të zgjedhura